# Poddubówek
Poddubówek – wieś w Polsce położona w województwie podlaskim, w powiecie suwalskim, w gminie Suwałki.
Przez miejscowość przebiega droga wojewódzka nr 655. Dawniej w pobliżu miejscowości znajdował się przystanek kolejowy Poddubówek relacji Suwałki-Ełk, obecnie zlikwidowany.
W Poddubówku urodziła się i mieszkała Aleksandra Kujałowicz, członkini Tymczasowej Rady Ziemi Suwalskiej – pierwszej grupy konspiracyjnej działającej na Suwalszczyźnie w czasie II wojny światowej, rozstrzelana w kwietniu 1940 roku przez Niemców.
W latach 1954-1972 wieś była siedzibą gromady Poddubówek. W latach 1975–1998 miejscowość administracyjnie należała do województwa suwalskiego.